# Mussaenda angolensis
Mussaenda angolensis är en måreväxtart som beskrevs av Herbert Fuller Wernham. Mussaenda angolensis ingår i släktet Mussaenda och familjen måreväxter. Inga underarter finns listade i Catalogue of Life.